# São Francisco de Paula (Minas Gerais)
São Francisco de Paula is een gemeente in de Braziliaanse deelstaat Minas Gerais. De gemeente telt 6.384 inwoners (schatting 2009).

## Aangrenzende gemeenten
De gemeente grenst aan Camacho, Campo Belo, Candeias, Oliveira en Santana do Jacaré.